# Europese Federatie van ambtenarenvakbonden
De Europese Federatie van ambtenarenvakbonden (Engels: European Federation of Public Service Unions), kortweg EPSU, is een Europese koepelorganisatie van 209 vakbonden en vakcentrales die de belangen behartigen van werknemers in de openbaredienstensector (uitzonderingen hierop zijn de post, de telecommunicatie, het openbaar vervoer en het onderwijs) in 29 landen. De hoofdzetel is gelegen in Brussel.
De EPSU is de grootste federatie binnen het Europees Verbond van Vakverenigingen (EVV/ETUC). Zo heeft ze twee permanente zetels in het uitvoerend comité en een vertegenwoordiger in het Sociale Dialoogcomité. Daarnaast heeft ze om de zes jaar (tweejaarlijkse rotatie tussen drie vakbondsfederaties) een vertegenwoordiger in het bestuurscomité van de EVV.

## Commissies
De EPSU is onderverdeeld in vier permanente commissies:
- Commissie Nationale en Europese overheidsinstellingen
- Commissie Lokale en regionale overheden
- Commissie Gezondheids- en sociale diensten
- Commissie Openbare nutsvoorzieningen

## Aangesloten vakbonden en -centrales
Voor Nederland zijn CNV Connectief en FNV aangesloten. Voor België zijn dit ACOD (ABVV), ACV Openbare Diensten en ACLVB.